# Medetera jamaicensis
Medetera jamaicensis är en tvåvingeart som beskrevs av Charles Howard Curran 1928. Medetera jamaicensis ingår i släktet Medetera och familjen styltflugor.
Artens utbredningsområde är Jamaica. Inga underarter finns listade i Catalogue of Life.